# Beta del Llop
Beta del Llop (β Lupi) és un estel de magnitud aparent +2,68, el segon més brillant de la constel·lació del Llop després d'Alfa del Llop, i la 111 més brillant del cel nocturn. Encara que no té nom propi habitual, de vegades rep el nom xinès de Kekouan o Ke Kwan, compartit amb κ Centauri, el significat del qual és l'«oficial de cavalleria».
Beta del Llop és un calent gegant blau de tipus espectral B2III amb una temperatura efectiva de 22.650 K. Tan lluminosa com 13.600 sols, el seu radi és 7,6 vegades més gran que el radi solar. El seu període de rotació, calculat a partir de la mesura de la seva velocitat de rotació projectada (110 km/s), és inferior a 3,4 dies. Mostra una metal·licitat —abundància relativa d'elements més pesats que l'heli— inferior a la solar ([M/H] = -0,35 ± 0,11). Amb una massa estimada d'11 masses solars, la seva edat aproximada és de només 18 milions d'anys. Després de passar per la fase de geganta vermella probablement acabarà explotant com una supernova.
Beta del Llop és una variable del tipus Beta Cephei, similar a Murzim (β Canis Majoris) i a l'a dalt citada Alfa del Llop. És una variable multiperiòdica amb un període principal de 5,57 hores, encara que no es coneix bé la seva amplitud de variació.
Com altres estels de tipus O i B de la constel·lació del Llop, Beta Lupi forma part d'una associació estel·lar OB anomenada subassociació «Centaurus Superior-Lupus» o UCL, que al seu torn forma part de la gran Associació estel·lar de Scorpius-Centaurus. Beta del Llop es troba a 524 anys llum de distància del sistema solar.